# آندریاس دیتمر
آندریاس دیتمر ورزشکار مرد رشتهٔ قایق‌رانی اهل کشور آلمان است. وی در بین سال‌های ‎۱۹۹۶ تا ۲۰۰۴ میلادی در مسابقات بازی‌های المپیک تابستانی در مجموع ۵ مدال، شامل ۳ مدال طلا و ۱ نقره و ۱ برنز را کسب کرد.